# Controles del automóvil

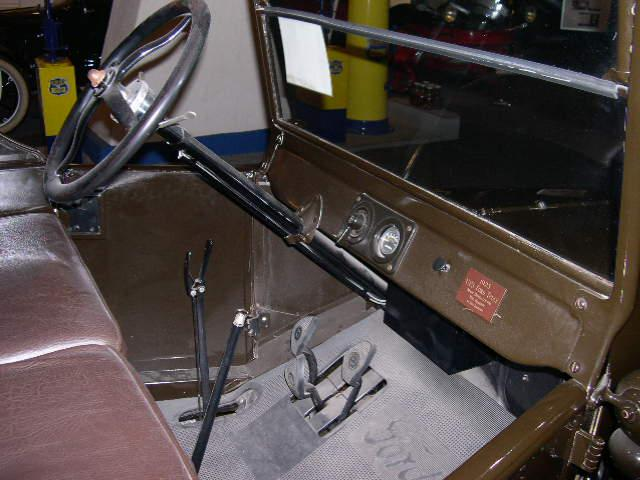
En el Ford T, los pedales permiten controlar con los pies las dos marchas (con pedal izquierdo), la marcha atrás (con el pedal central) y el freno (con el pedal derecho). Las palancas de la columna de dirección controlan el tiempo de encendido (izquierda) y el acelerador (derecha). Las palancas manuales grandes activan el freno de estacionamiento de las ruedas traseras, ponen la transmisión en punto muerto (izquierda) y controlan un adaptador de transmisión de 2 velocidades no original (derecha).

Los controles del automóvil son los componentes que permiten que los automóviles y otros vehículos de motor, como camiones y autobuses, se puedan conducir y estacionar.
Si bien los controles, como volantes y pedales, han existido desde la invención de los automóviles, otros se han desarrollado con el paso del tiempo. Por ejemplo, al comienzo todas las transmisiones manuales y con el paso del tiempo fueron surgiendo, también, transmisiones automáticas.
Las versiones antiguas de faros y luces de señalización funcionaban con acetileno o aceite. Se prefirió el acetileno al petróleo porque su llama es resistente tanto al viento como a la lluvia. Los faros de acetileno, que daban una luz intensa de color verde, fueron populares hasta después de la Primera Guerra Mundial. Aunque los primeros faros eléctricos se introdujeron en 1898 (y funcionaban con baterías), no fue hasta que se desarrollaron bombillas de alta potencia y sistemas de generación eléctrica de automóviles más potentes a finales de la década de 1910 que los sistemas de iluminación eléctrica reemplazaron por completo al acetileno.

## Dirección

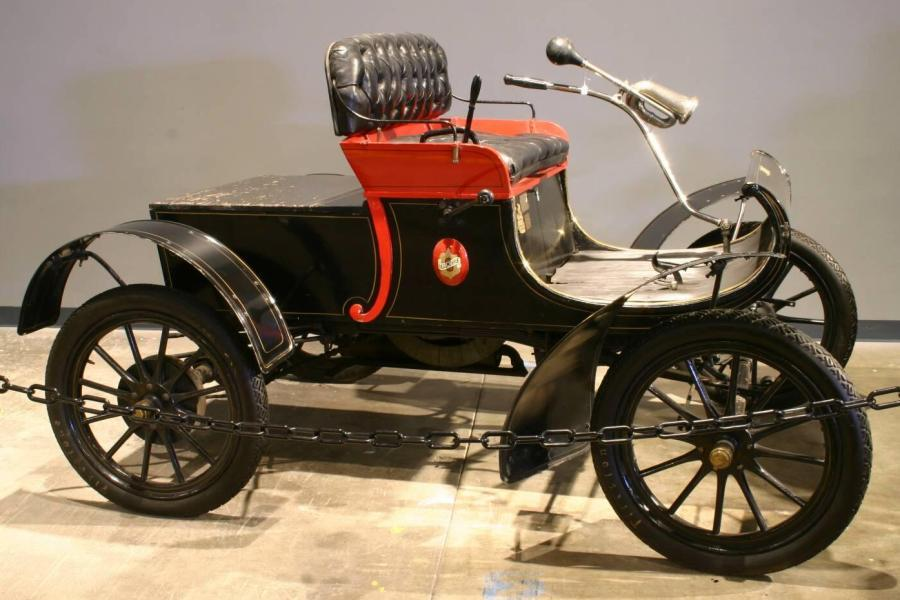
Oldsmobile Curved Dash de 1904 con dirección de manillar.

Los primeros automóviles se conducían con un manillar, que podía estar tanto a la izquierda o derecha, como en el centro. El volante se utilizó por primera vez cuando Alfred Vacheron compitió en la carrera de motor París-Rouen de 1894 en un Panhard et Levassor. En 1898, los volantes se convirtieron en una característica estándar de los automóviles Panhard et Levassor. Packard los introdujo en los EE. UU. en 1899 y en 1908 ya estaban en la mayoría de los modelos.
La dirección asistida ayuda a los conductores a la hora de mover la dirección del vehículo. La dirección asistida emplea sistemas hidráulicos para reducir el esfuerzo del conductor sobre la dirección. Sin embargo, la dirección hidráulica está siendo reemplazada por la dirección asistida eléctrica, porque elimina la bomba hidráulica y aumenta la eficiencia del combustible.

## Freno

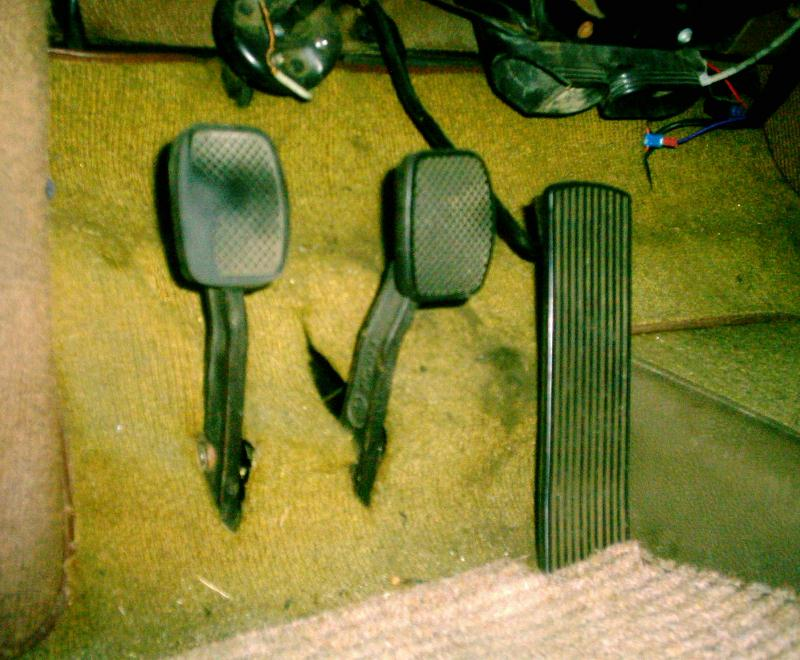
Pedales de pie en un Saab Sonett. Los pedales cuelgan del mamparo o se apoyan en el suelo. La disposición es la misma tanto para circular por la derecha como por la izquierda.

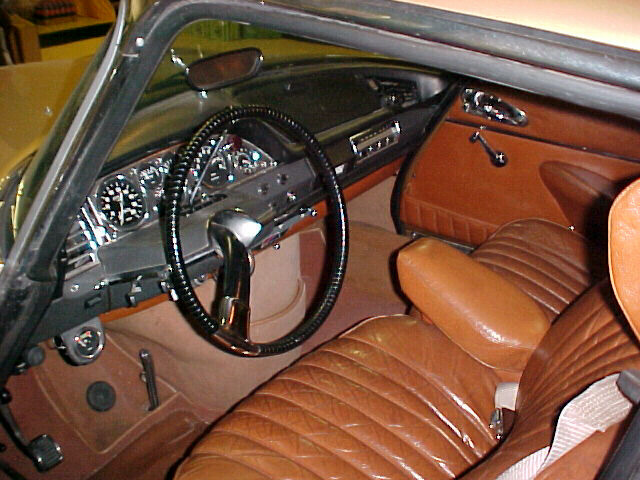
Interior del Citroen DS Pallas de 1969 con selector de marchas hidráulico montado en la parte superior derecha de la columna de dirección, con volante de un solo radio. Destaca el llamado pedal de freno en forma de seta (el pedal de la izquierda es el freno de estacionamiento).

En los automóviles modernos, el freno es un pedal situado a la izquierda del pedal del acelerador. Su función es activar el sistema de frenado, que se efectúa sobre las cuatro ruedas.
Generalmente también hay un freno de estacionamiento que acciona solo los frenos traseros (aunque poco común, en algunos vehículos acciona solo los delanteros, como en el Saab 99 y en el Citroën Xantia). Este tradicionalmente se activa con una palanca que se encuentra entre los asientos delanteros, llamada freno de mano, pero también puede encontrarse a modo de palanca entre el asiento del conductor y la puerta (como en el Porsche 911), de pomo alejado del tablero (como en la Volkswagen Transporter), de pedal accionado con el pie (como en los Mercedes-Benz o el Nissan Leaf) y otras disposiciones menos comunes. En todas sus versiones, este mecanismo tira de un cable que bloquea un freno de trinquete hasta que se suelta.
En la década de los 2000, empezaron a salir los frenos de estacionamiento electrónicos de acción directa, controlados por un interruptor (como en el Volkswagen eGolf).
En las carreras de rally suelen utilizarse frenos de mano hidráulico para las ruedas traseras, accionados por una palanca larga y vertical que se extiende cerca del volante. Está diseñado para facilitar los giros con el freno de mano en lugar de para estacionar, por lo que carece de un mecanismo de trinquete.

## Acelerador
El pedal del acelerador, que controla el suministro de combustible y aire al motor, es el que está más a la derecha. Tiene un diseño a prueba de fallos: un resorte que lo devuelve a la posición de ralentí cuando el conductor no lo presiona. En un vehículo convencional, el acelerador y el freno se accionan con el pie derecho, mientras que el embrague se acciona con el pie izquierdo. Sin embargo, hay conductores experimentados que practican la frenada con el pie izquierdo para desempeñar técnicas de rendimiento en circuito.

## Transmisión

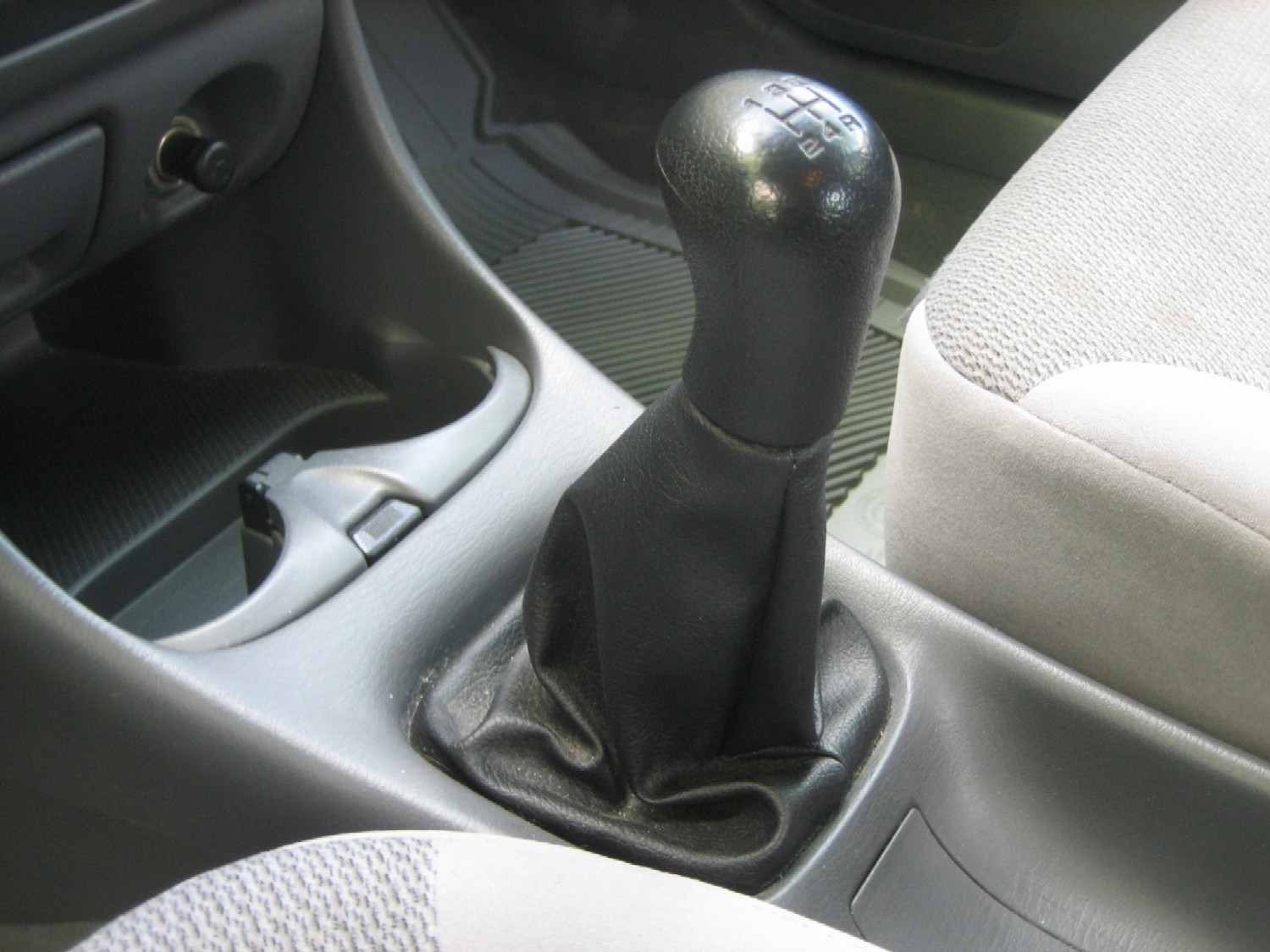
Una palanca de cambios de un turismo moderno con transmisión manual.

Los vehículos que generan energía con un motor de combustión interna generalmente están equipados con una transmisión o caja de cambios que cambia la relación entre par y velocidad, así como la dirección de marcha, pudiendo hacer que vaya en sentido contrario para ir marcha atrás. Esto no suele aplicarse a los vehículos eléctricos, porque sus motores pueden impulsar el vehículo tanto hacia adelante como hacia atrás desde velocidad cero. En algunos vehículos con tracción en las cuatro ruedas hay una palanca de cambios que activa una caja de cambios de baja relación, llamada reductora. Otras palancas pueden cambiar entre tracción en dos y cuatro ruedas y bloqueos de diferencial.

### Manual
La transmisión manual también se conoce como caja de cambios manual, palanca de marchas y estándar. La mayoría de las transmisiones manuales de automóviles tienen varias relaciones de transmisión que se eligen bloqueando pares de engranajes seleccionados al eje de salida dentro de la transmisión. Las transmisiones manuales cuentan con un pedal de embrague operado por el conductor y una palanca de cambios o de marchas accionada manualmente o, en una motocicleta; una palanca de embrague accionada manualmente y una palanca de cambio de marchas accionada con el pie. Históricamente, los automóviles tenían un interruptor de sobremarcha manual.

### Semiautomático / Manual sin embrague
Las transmisiones semiautomáticas son mecánicamente iguales a las transmisiones manuales convencionales, pero no tienen un mecanismo de embrague accionado manualmente; en lugar de facilitar al conductor, mediante el uso de un sistema de automatización para controlar el embrague. Sin embargo, estos sistemas aún requieren la intervención y participación del conductor para cambiar manualmente las relaciones de transmisión y no cambiarán de marcha automáticamente para el conductor.

### Automático
El deseo de comodidad para el conductor llevó a la implementación generalizada del sistema de transmisión automática hidráulica en la década de 1940, seguido de la primera transmisión variable continua de producción en masa, la Variomatic, en 1958. La transmisión automática con controles de cambio de marchas manumáticos (manuales) comenzó a aparecer en los automóviles de producción en masa a principios de la década de 1990, comenzando con el sistema Tiptronic de Porsche . Más tarde, la transmisión robotizada, de un solo embrague y controlada por PC, de la que fueron pioneras BMW y Ferrari, comenzó a aparecer en los automóviles de producción en masa a mediados de los años 1990; un ejemplo es el Selespeed de Alfa Romeo, que es el mismo sistema utilizado por Ferrari y BMW. El primer diseño transmisión de doble embrague de producción en masa se introdujo con el Volkswagen Golf R32 de cuarta generación en 2003, con la caja de cambios de cambio directo DSG.

## Señales e iluminación
Los automóviles tienen controles para los faros, luces antiniebla, señales intermitentes de giro y otras luces del automóvil. El conductor activa las señales intermitentes de giro para avisar al resto de conductores de su intención de girar o cambiar de carril. Si bien la señal de giro moderna se patentó en 1938, las luces de giro eléctricas se remontan a 1907.

## Instrumentación

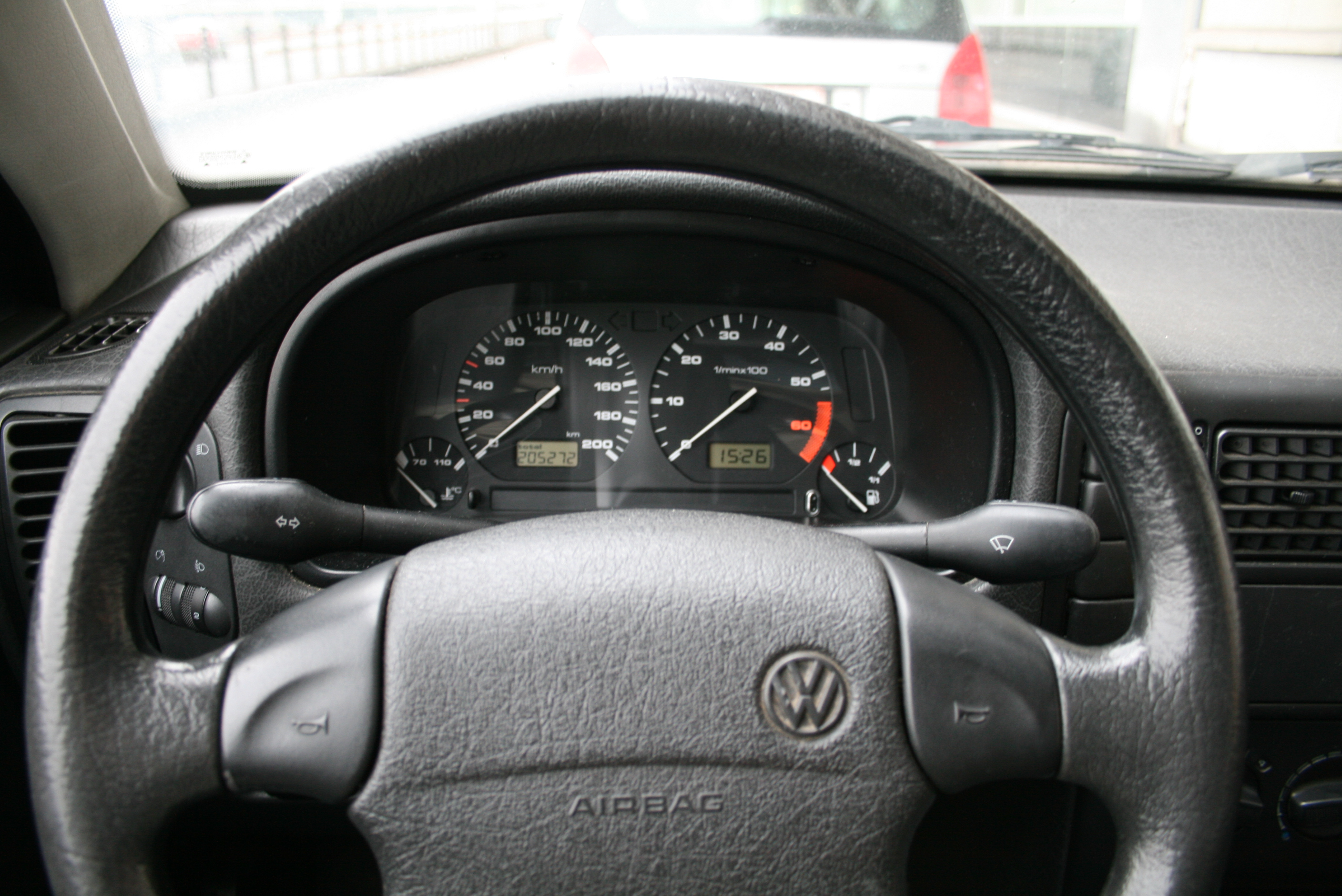
Salpicadero del Volkswagen Polo con, de izquierda a derecha, controles para las luces y la bocina, indicador de temperatura del motor, velocidad del vehículo y del motor, nivel de combustible y control del limpiaparabrisas.

Los vehículos generalmente están equipados con una variedad de instrumentos montados en el panel de instrumentos para indicar los parámetros de conducción y el estado de la mecánica. La colocación de los instrumentos puede variar. Si bien generalmente se montan detrás del volante, también pueden montarse centralmente debajo del parabrisas o integrarse en la consola central encima del control de clima y el sistema de sonido. Los instrumentos estándar que se encuentran en los vehículos de carretera incluyen los siguientes:
- Velocímetro
- Tacómetro
- Cuentakilómetros
- Indicador de combustible
- Indicador de temperatura del motor
- Amperímetro
- Manómetro de aceite

Estos indicadores se complementan con una variedad de luces de advertencia que, en vehículos automáticos indican el modo de marcha de la transmisión seleccionada actualmente, y en el resto la luz genérica de verificación del motor y el estado actual de varios sistemas del vehículo.
La disposición y el diseño de estos instrumentos ha evolucionado a lo largo de los años al implementarse como lecturas digitales en lugar de los tradicionales indicadores analógicos de tipo dial. Dependiendo del tipo de vehículo, se pueden utilizar instrumentos más especializados, como un económetro, un indicador deeconomía de combustible o una pantalla del nivel de la batería.

## Arranque y funcionamiento del motor

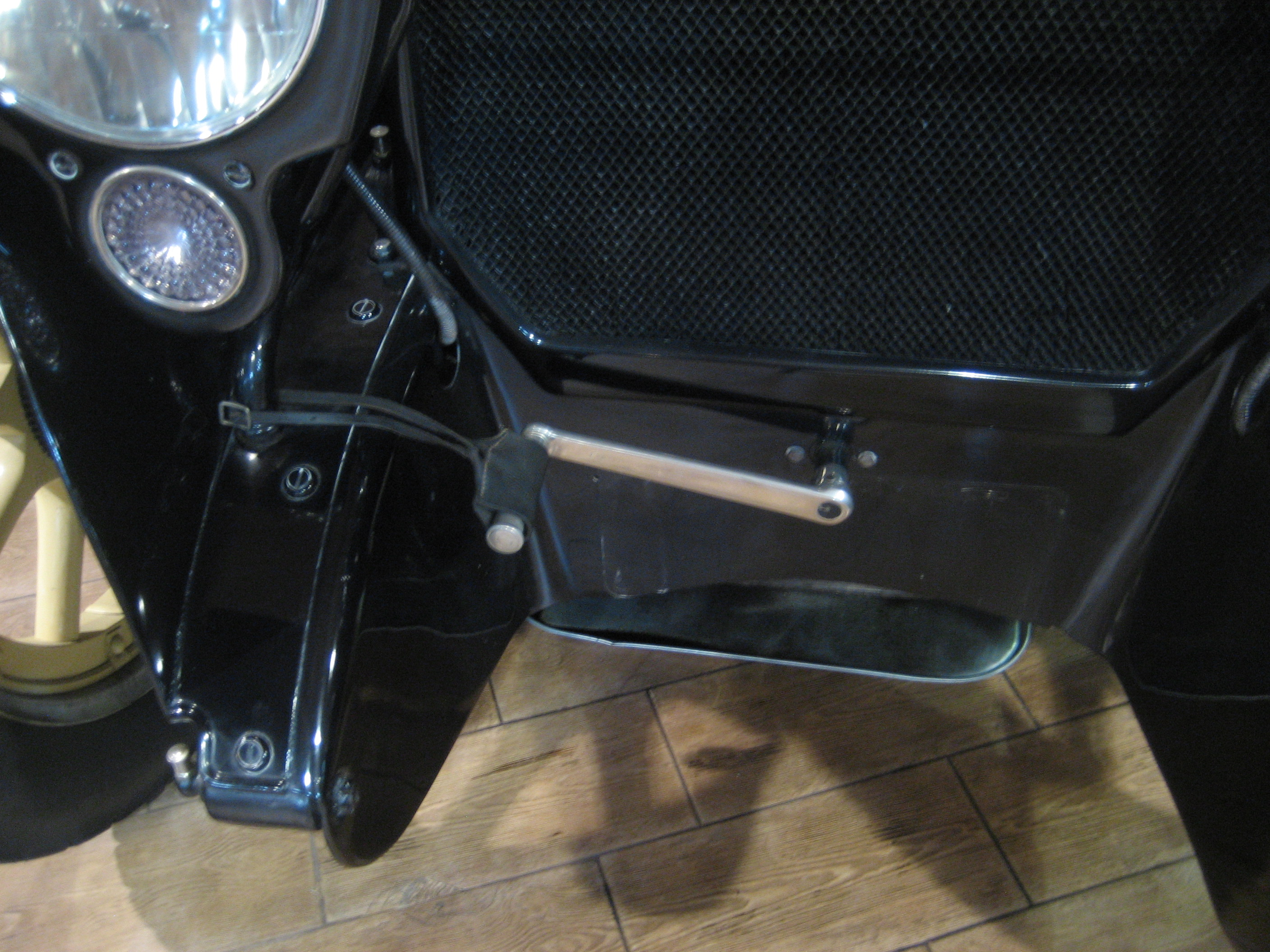
Manivela de arranque en un Packard de 1917.

Antes de existir el motor de arranque, los motores se arrancaban mediante diversos métodos que podían ser difíciles y peligrosos. Estos métodos incluían: resortes de cuerda, cilindros de pólvora y técnicas de propulsión humana, como una manivela extraíble. En 1896, se instaló el primer arranque eléctrico en un Arnold, uno de los primeros automóviles fabricados en el Reino Unido. Charles Kettering y Henry Leland posteriormente inventaron y presentaron Patente USPTO n.º 1150523 para el primer arrancador eléctrico en Estados Unidos en 1911. En 1912, el Cadillac Model Thirty se convirtió en el primer automóvil estadounidense en tener instalado un motor de arranque.